# Oliver Zandén
Carl Oliver Zandén, född 14 augusti 2001 i Alingsås, Sverige, är en svensk fotbollsspelare som spelar för IF Brommapojkarna i Fotbollsallsvenskan.

## Klubblagskarriär

### Tidig karriär
Oliver Zandéns moderklubb är Gerdskens BK från Alingsås. Som 15-åring lämnade han klubben för spel i IF Elfsborg.

### IF Elfsborg
Efter ett flertal säsonger i föreningens akademi flyttades Zandén tillsammans med jämnåriga Gustav Broman, Jack Cooper Love, Kevin Holmén och Noah Söderberg upp till A-laget inför säsongen 2021. Han debuterade i A-laget i säsongens första träningsmatch mot BK Häcken den 22 januari 2021.
Tävlingsdebuten följde den 29 juli i 5-0-segern mot Milsami Orhei i kvalet till Europa Conference League. Den 19 september 2021 begick Zandén sin allsvenska debut, då han spelade hela matchen i 1-3-förlusten mot Östersunds FK. Debuten kom bara dagarna efter att han förlängt sitt kontrakt med IF Elfsborg till och med 2024.

### Toulouse FC
Den 19 juli 2022 värvades Zandén av franska Toulouse. I januari 2024 lånades han ut till danska Randers.
IF Brommapojkarna
I december 2024 kontrakterades Zandén av Stockholmsklubben IF Brommapojkarna.  

## Landslagskarriär
I augusti 2018 blev Oliver Zandén för första gången uttagen till landslaget, då han kallades till en fyrnationsturnering med P01-landslaget. Hans första framträdande i Blågult kom den 6 september 2018 i en 0-2-förlust mot Norge. Under de följande åren spelade Zandén sex U19-landskamper.
Han blev i november 2021 för första gången uttagen i U21-landslaget, då han kallades in till EM-kvalmatcherna mot Bosnien och Hercegovina och Irland efter att Eric Kahl lämnat återbud till samlingen. Det blev dock ingen speltid för Zandén i de två matcherna.

## Statistik
| Klubb              | Säsong             | Liga                   | Liga    | Liga | Nationell cup | Nationell cup | Internationell cup | Internationell cup | Övrigt  | Övrigt | Totalt  | Totalt |
| Klubb              | Säsong             | Division               | Matcher | Mål  | Matcher       | Mål           | Matcher            | Mål                | Matcher | Mål    | Matcher | Mål    |
| ------------------ | ------------------ | ---------------------- | ------- | ---- | ------------- | ------------- | ------------------ | ------------------ | ------- | ------ | ------- | ------ |
| IF Elfsborg        | 2021               | Allsvenskan            | 5       | 0    | 1             | 0             | 2                  | 0                  | —       | —      | 8       | 0      |
| IF Elfsborg        | 2022               | Allsvenskan            | 13      | 1    | 3             | 0             | —                  | —                  | —       | —      | 16      | 1      |
| IF Elfsborg        | Totalt             | Totalt                 | 18      | 1    | 4             | 0             | 2                  | 0                  | —       | —      | 24      | 1      |
| Toulouse B         | 2022/2023          | Championnat National 3 | 5       | 1    | —             | —             | —                  | —                  | —       | —      | 5       | 1      |
| Toulouse B         | 2023/2024          | Championnat National 2 | 3       | 0    | —             | —             | —                  | —                  | —       | —      | 3       | 0      |
| Toulouse B         | Totalt             | Totalt                 | 8       | 1    | —             | —             | —                  | —                  | —       | —      | 8       | 1      |
| Toulouse           | 2022/2023          | Ligue 1                | 5       | 0    | 1             | 0             | —                  | —                  | —       | —      | 6       | 0      |
| Toulouse           | 2023/2024          | Ligue 1                | 0       | 0    | 0             | 0             | —                  | —                  | —       | —      | 0       | 0      |
| Toulouse           | Totalt             | Totalt                 | 5       | 0    | 1             | 0             | —                  | —                  | —       | —      | 6       | 0      |
| Randers (lån)      | 2023/2024          | Superligaen            | 8       | 0    | 0             | 0             | —                  | —                  | 1       | 0      | 9       | 0      |
| Randers (lån)      | 2024/2025          | Superligaen            | 4       | 0    | 2             | 0             | —                  | —                  | —       | —      | 6       | 0      |
| Randers (lån)      | Totalt             | Totalt                 | 12      | 0    | 2             | 0             | —                  | —                  | 1       | 0      | 15      | 0      |
| Totalt i karriären | Totalt i karriären | Totalt i karriären     | 43      | 2    | 7             | 0             | 2                  | 0                  | 1       | 0      | 53      | 2      |

1. ↑  Playoff-match för kval till Europaspel.